# Pacific Northwest National Laboratory

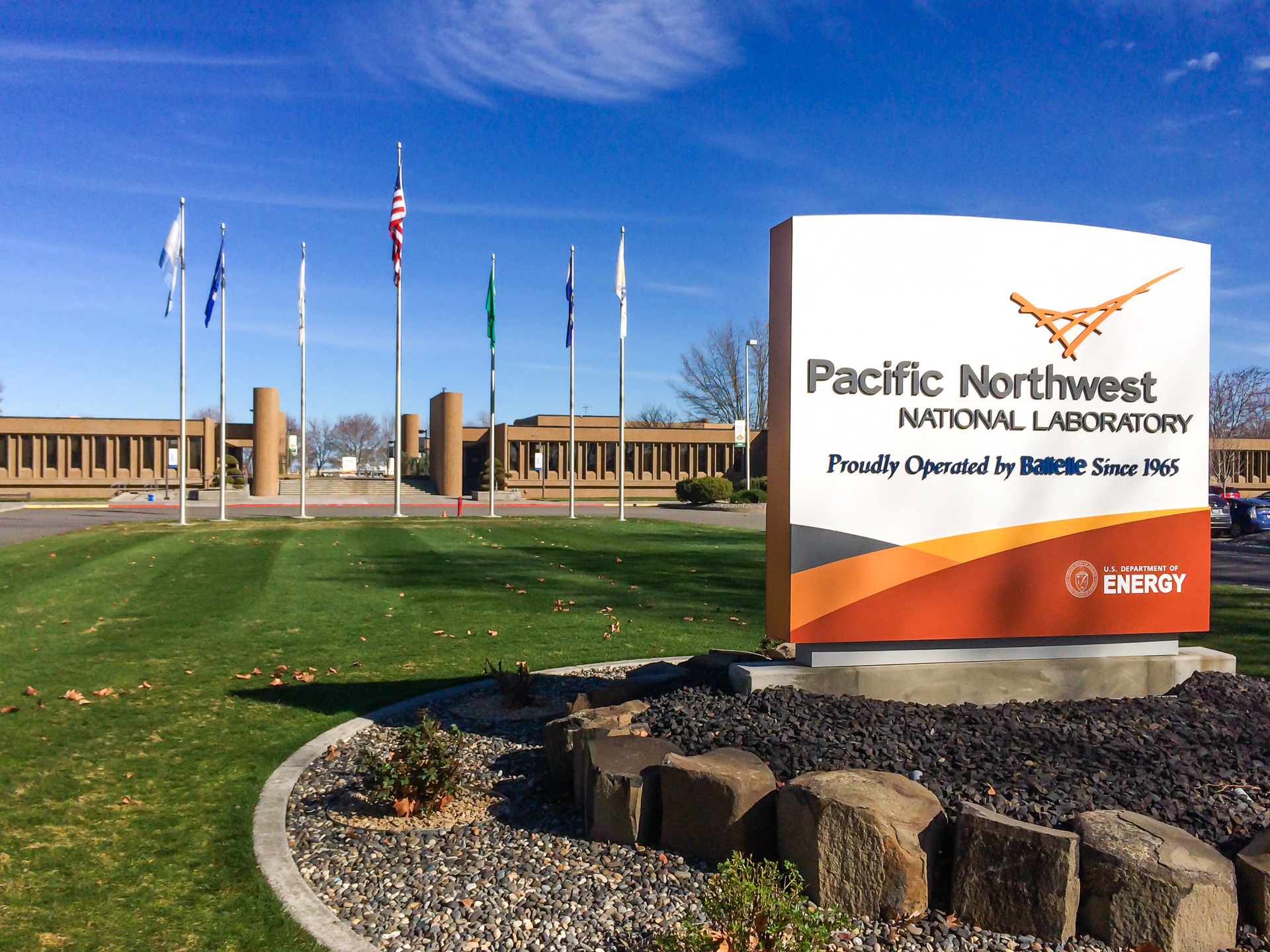
Pacific Northwest National Laboratory Campus in Richland

Das Pacific Northwest National Laboratory (PNNL) ist eine Forschungseinrichtung des Energieministeriums der Vereinigten Staaten, die vom Battelle Memorial Institute betrieben wird. Es ist Teil des National Laboratory System zu dem insgesamt 17 Forschungseinrichtungen in den USA gehören. Der Hauptsitz des PNNL befindet sich in Richland im US-Bundesstaat Washington. Zweigstellen gibt es daneben noch in Sequim, Seattle und Portland (Oregon). Gegenwärtig beschäftigt das PNNL etwa 5300 Menschen und wird von Steven Ashby als Direktor geleitet (Stand: Oktober 2023).

## Geschichte
Das Battelle Memorial Institute erhielt im Jahr 1965 den Zuschlag für den Betrieb der damals noch Pacific Northwest Laboratory genannten Einrichtung (Der Namenszusatz National wurde offiziell erst 1995 ergänzt.)

## Forschungsfelder
Das PNNL teilt sich in vier Direktorate (sogenannte Research Directorates) auf:
- Earth and Biological Science (Forschung und Technologieentwicklung mit Schwerpunkt auf der Wechselwirkung biologischer Systeme mit ihrer Umwelt)
- Physical and Computational Science (Verständnis komplexer Mehrphasensysteme auf molekularer Ebene)
- Energy and Environment (Reduktion der Abhängigkeit von importiertem Öl)
- National Security (Terrorabwehr und Verhinderung der Verbreitung von Massenvernichtungswaffen)